# The Moment (Lisa Stansfield-album)
A The Moment Lisa Stansfield brit énekes-dalszerző 6. stúdióalbuma, melyet a ZTT Records jelentetett meg 2004. szeptember 27-én. Ez volt az első új stúdióalbuma a Face Up óta. Az albumot teljes egészében Trevor Horn készítette, aki már dolgozott együtt Seal és a Frankie Goes to Hollywood nevű előadókkal is, és mellesleg elismert producer. Az album pozitív visszajelzéseket kapott a zenekritikusoktól, akik dicsérték Stansfield hangját, és elismerték, hogy még mindig meg tud újulni. Az album az Egyesült Királyságban, és Japánban 2004 szeptemberében, míg Európában 2005 februárjában jelent meg. A slágerlistákon csupán mérsékelt sikert ért el. Az albumról két dal, a "Treat Me Like a Woman" és az "If I Hadn't Got You" vezető kislemezként jelentek meg, majd az albumot 2015. április 6-án újra kiadták 5 bónusz dallal, melyből három korábban nem jelent meg.

## Előzmények
A Face Up 2001. júniusában jelent meg, majd 2003 februárjában a Biography: The Greatest Hits című válogatásalbum került a boltokba. Ezzel a kiadvánnyal Stansfield teljesítette az Arista Recordsszal kötött megállapodását, majd új lemezszerződést kötött a ZTT Recordsszal. A Grammy-díjas Trevor Horn Stansfield egész albumát felügyelte, melyet 2004-ben rögzítettek. "Az album felvétele igazán frissítő érzés volt. Kísérleteztünk, hogy mi az ami működik, és beleillik a felvételekbe. Kezdetben egy együttessel dolgoztunk, majd Trevorral, aki az albumhoz hozzátett és el is vett dolgokat. Tele volt ötletekkel, melyek fantasztikusak voltak" – nyilatkozta Stansfield. A "Biography: The Greatest Hits" és a "Mona Lisa Smile" filmzenei album között "I've Got the World on a String" című feldolgozást, valamint a Kool & the Ganggel közösen a "Too Hot" feldolgozását vették fel.

## Tartalom
A "The Moment" volt az első olyan album melyet Ian Devanely és Stansfield nem egyedül készített. A produceri munkálatokat Trevor Horn végezte, aki számos művésszel dolgozott már együtt. Stansfield korábbi albumaival ellentétben ez a lemez nem kizárólag Devaney és Stansfield munkáját dicséri. Az albumra Richart Darbyshire négy dalt írt, úgy mint a "He Touches Me", "The Moment", "Take My Heart" és a "Love Without a Name" címűeket. Az album feldolgozásokat is tartalmaz. A "When Love Breaks Down" a Prefab Sprout 1985-ös albumáról a "Steeve McQueen" címűről származik. A dalhoz Stansfield, és Paddy Mcloon írt egy saját dalszöveget, melyet végül soha nem használtak fel, azonban a lemezkiadó által írt szöveg bekerült az eredeti dalszövegbe, melyet végül így vettek fel. További feldolgozások a "Say It to Me Now" a The Frames 1995-ös "Fitzcarraldo" című albumáról, és az  "If I Hadn't Got You" Chris Braide 1997-es  Life in a Minor Key című albumáról, és a "Takes a Woman to Know" a No Angels 2003-as  "Pure" című albumáról származnak. "Treat Me Like a Woman"  című dalt az amerikai énekes és dalszövegíró Kara DioGuardi írta.
Az album 2004 szeptemberében 11 dallal jelent meg a ZTT Records kiadásában az Egyesült Királyságban, és Japánban. Európában az Edel Records jelentette meg 2005 februárjában, melyen a  "Treat Me Like a Woman" és "If I Hadn't Got You" című dalok videói is helyet kaptak. Németországban "Basic Edition" címmel 9 dallal jelent meg az album 2005 júniusában, és a "Gold Edition" 15 dallal, melyen az "If I Hadn't Got You" két remixe is szerepelt. Ezt 2006 márciusában jelentették meg. A "Gold Edition" posztert és dalszövegkönyvet is tartalmaz, valamint fotógalériát is.
2015. április 6-án újra kiadták a "The Moment" című albumot öt bónusz dallal, valamint egy 24 oldalas szövegkönyvvel, és dalszövegekkel. A kibővített kiadás meg nem jelent alternatív dalokat is tartalmazott, valamint a Prefab Sprout együttes dalának feldolgozását a "When Love Breaks Down" címűt, és élő felvételeket is.

## Kislemezek
A ZTT Records úgy döntött, hogy megjelentet egy dupla A oldalas kislemezt az Egyesült Királyságban. Az "Easier / Treat Me Like a Woman" című kislemezt. A kiadást 2004. október 4-re időzítették, azonban az utolsó pillanatban visszavonták. A következő kislemez, az "If I Hadn't Got You" című a rádióállomások számára lett elküldve november 22-én, azonban nem került forgalomba. Európában az Edel Records megjelentette a "Treat Like a Woman" című dalt, 2005. február 14-én. A dal Ausztriában a 36., míg Németországban a 43. helyezést érte el. A következő kislemez, a "He Touches Me" #Németországban jelent meg 2005. december 2-án. A "Treat Me Like a Woman" és az "If I Hadn't Got You" a legjobban játszott brit dalok között voltak 2005-ben a német rádióban, melyek a 9. és a 12. helyezést érték el.

## Kritikák
| Értékelések  |           |
| Értékelő     | Értékelés |
| AllMusic     | [ 5 ]     |
| BBC Music    | pozitív   |
| Female First | pozitív   |

Az album pozitív értékeléseket kapott a zenekritikusoktól. Antony Hatfield BBC Music úgy nyilatkozott, hogy az album "minőségi anyag", mellyel méltatta a kifinomult a felnőtt kortárs pop stílust. Az "Easier" és a "Treat Like a Woman" című dalok tele textúrákkal. Az album kiválóságát növeli az "If I Hadn't Got You" és a "Takes a Woman to Know" című dalok, melyek a kellemes groove hangzással bírnak. Az album egyfajta 80-as évek pop stílusát hordozza. A Female First szerint az album dalai rámutatnak, hogy Stansfield továbbra is sikeresen fejlődik zeneileg, és művészként is. Az albumról a When Love Breaks Down" és a  "The Moment" című dalokat dicsérte, melyben egy 40 tagot számláló zenekar is közreműködik. Az album egészében egy sokféle stílussal megáldott anyag, melyet Stansfield hangja színesít. Az AllMusic 3.5 csillagot adott az albumnak.

## Sikerek
Az album Németországban volt a legsikeresebb, ahol több mint 100.000 példány kelt el, és arany minősítést kapott. A slágerlistán a 16. helyezést sikerült elérnie. Az Egyesült Királyságban az album kereskedelmi szempontból nem volt sikeres, és az 57. helyezést sikerült csupán elérnie. Magyarországon a 39. Európa Top 100-as listáján a 48. míg Olaszországban az 57. helyezést érte el. A "The Moment" Spanyolországban, Belgiumban, és Franciaországban is slágerlistás helyezést ért el.

## Számlista
| #   | Cím                   | Szerző(k)                                                                   | Producer(ek) | Hossz |
| --- | --------------------- | --------------------------------------------------------------------------- | ------------ | ----- |
| 1.  | Easier                | Fiona Renshaw, Andy Wright                                                  | Trevor Horn  | 4:38  |
| 2.  | Treat Me Like a Woman | Kara DioGuardi, George Hammond-Hagan, John Hammond-Hagan, Layla Manoochehri | Horn         | 3:59  |
| 3.  | When Love Breaks Down | Paddy McAloon                                                               | Horn         | 4:18  |
| 4.  | Say It to Me Now      | Glen Hansard, The Frames                                                    | Horn         | 4:47  |
| 5.  | He Touches Me         | Lisa Stansfield, Ian Devaney, Richard Darbyshire                            | Horn         | 4:36  |
| 6.  | Lay Your Hands on Me  | Thom Hardwell, Ian Morrow                                                   | Horn         | 4:17  |
| 7.  | The Moment            | Stansfield, Devaney, Darbyshire, Horn                                       | Horn         | 4:50  |
| 8.  | If I Hadn't Got You   | Chris Braide, Chris Difford                                                 | Horn         | 4:47  |
| 9.  | Take My Heart         | Stansfield, Devaney, Darbyshire, Lucinda Barry                              | Horn         | 4:37  |
| 10. | Love Without a Name   | Stansfield, Devaney, Darbyshire                                             | Horn         | 3:58  |
| 11. | Takes a Woman to Know | Terry Britten, Charlie Dore                                                 | Horn         | 3:39  |

| 1.  | Easier                              | Renshaw, Wright                                            | Horn | 4:38 |
| 2.  | Treat Me Like a Woman               | DioGuardi, G. Hammond-Hagan, J. Hammond-Hagan, Manoochehri | Horn | 3:59 |
| 3.  | When Love Breaks Down               | McAloon                                                    | Horn | 4:18 |
| 4.  | Say It to Me Now                    | Hansard, The Frames                                        | Horn | 4:47 |
| 5.  | He Touches Me                       | Stansfield, Devaney, Darbyshire                            | Horn | 4:36 |
| 6.  | Lay Your Hands on Me                | Hardwell, Morrow                                           | Horn | 4:17 |
| 7.  | The Moment                          | Stansfield, Devaney, Darbyshire, Horn                      | Horn | 4:50 |
| 8.  | If I Hadn't Got You                 | Braide, Difford                                            | Horn | 4:47 |
| 9.  | Take My Heart                       | Stansfield, Devaney, Darbyshire, Barry                     | Horn | 4:37 |
| 10. | Love Without a Name                 | Stansfield, Devaney, Darbyshire                            | Horn | 3:58 |
| 11. | Takes a Woman to Know               | Britten, Dore                                              | Horn | 3:39 |
| 12. | Treat Me Like a Woman (music video) | DioGuardi, G. Hammond-Hagan, J. Hammond-Hagan, Manoochehri | Horn | 4:23 |
| 13. | If I Hadn't Got You (music video)   | Braide, Difford                                            | Horn | 3:51 |

| 1. | Easier                | Renshaw, Wright                                            | Horn | 4:38 |
| 2. | Treat Me Like a Woman | DioGuardi, G. Hammond-Hagan, J. Hammond-Hagan, Manoochehri | Horn | 3:59 |
| 3. | When Love Breaks Down | McAloon                                                    | Horn | 4:18 |
| 4. | Say It to Me Now      | Hansard, The Frames                                        | Horn | 4:47 |
| 5. | He Touches Me         | Stansfield, Devaney, Darbyshire                            | Horn | 4:36 |
| 6. | The Moment            | Stansfield, Devaney, Darbyshire, Horn                      | Horn | 4:50 |
| 7. | If I Hadn't Got You   | Braide, Difford                                            | Horn | 4:47 |
| 8. | Take My Heart         | Stansfield, Devaney, Darbyshire, Barry                     | Horn | 4:37 |
| 9. | Love Without a Name   | Stansfield, Devaney, Darbyshire                            | Horn | 3:58 |

| 1.  | Easier                                    | Renshaw, Wright                                            | Horn                                                    | 4:38 |
| 2.  | Treat Me Like a Woman                     | DioGuardi, G. Hammond-Hagan, J. Hammond-Hagan, Manoochehri | Horn                                                    | 3:59 |
| 3.  | When Love Breaks Down                     | McAloon                                                    | Horn                                                    | 4:18 |
| 4.  | Say It to Me Now                          | Hansard, The Frames                                        | Horn                                                    | 4:47 |
| 5.  | He Touches Me                             | Stansfield, Devaney, Darbyshire                            | Horn                                                    | 4:36 |
| 6.  | Lay Your Hands on Me                      | Hardwell, Morrow                                           | Horn                                                    | 4:17 |
| 7.  | The Moment                                | Stansfield, Devaney, Darbyshire, Horn                      | Horn                                                    | 4:50 |
| 8.  | If I Hadn't Got You                       | Braide, Difford                                            | Horn                                                    | 4:47 |
| 9.  | Take My Heart                             | Stansfield, Devaney, Darbyshire, Barry                     | Horn                                                    | 4:37 |
| 10. | Love Without a Name                       | Stansfield, Devaney, Darbyshire                            | Horn                                                    | 3:58 |
| 11. | Takes a Woman to Know                     | Britten, Dore                                              | Horn                                                    | 3:39 |
| 12. | If I Hadn't Got You (Markus Gardeweg RMX) | Braide, Difford                                            | Horn, Markus Gardeweg, Martin Weiland, Florian Sikorski | 7:28 |
| 13. | If I Hadn't Got You (Digitalism Dub)      | Braide, Difford                                            | Horn, Digitalism                                        | 4:46 |
| 14. | Treat Me Like a Woman (music video)       | DioGuardi, G. Hammond-Hagan, J. Hammond-Hagan, Manoochehri | Horn                                                    | 4:23 |
| 15. | If I Hadn't Got You (music video)         | Braide, Difford                                            | Horn                                                    | 3:51 |

| 1.  | Easier                                    | Renshaw, Wright                                            | Horn    | 4:38 |
| 2.  | Treat Me Like a Woman                     | DioGuardi, G. Hammond-Hagan, J. Hammond-Hagan, Manoochehri | Horn    | 3:59 |
| 3.  | When Love Breaks Down                     | McAloon                                                    | Horn    | 4:18 |
| 4.  | Say It to Me Now                          | Hansard, The Frames                                        | Horn    | 4:47 |
| 5.  | He Touches Me                             | Stansfield, Devaney, Darbyshire                            | Horn    | 4:36 |
| 6.  | Lay Your Hands on Me                      | Hardwell, Morrow                                           | Horn    | 4:17 |
| 7.  | The Moment                                | Stansfield, Devaney, Darbyshire, Horn                      | Horn    | 4:50 |
| 8.  | If I Hadn't Got You                       | Braide, Difford                                            | Horn    | 4:47 |
| 9.  | Take My Heart                             | Stansfield, Devaney, Darbyshire, Barry                     | Horn    | 4:37 |
| 10. | Love Without a Name                       | Stansfield, Devaney, Darbyshire                            | Horn    | 3:58 |
| 11. | Takes a Woman to Know                     | Britten, Dore                                              | Horn    | 3:39 |
| 12. | If I Hadn't Got You (Radio Edit)          | Braide, Difford                                            | Horn    | 3:42 |
| 13. | Don't Explain (Live at Ronnie Scott's)    | Billie Holiday, Arthur Herzog, Jr.                         | Devaney | 4:53 |
| 14. | When Love Breaks Down (Alternate Version) | McAloon                                                    | Horn    | 4:34 |
| 15. | The Moment (Alternate Version)            | Stansfield, Devaney, Darbyshire, Horn                      | Horn    | 4:43 |
| 16. | Say It to Me Now (Instrumental)           | Hansard, The Frames                                        | Horn    | 4:43 |

## Slágerlista
| Slágerlista (2004–05)                      | Legjobb helyezések |
| ------------------------------------------ | ------------------ |
| Ausztria (Ö3 Austria Top 40)               | 15                 |
| Belgium (Ultratop Flandria)                | 90                 |
| Belgium (Ultratop Vallónia)                | 93                 |
| Európa (Top 100)                           | 48                 |
| Franciaország (SNEP Album Top 100)         | 109                |
| Németország (Offizielle Top 100)           | 16                 |
| Magyarország (MAHASZ Top 40 albumlista)    | 39                 |
| Olaszország (FIMI Album Top 20)            | 57                 |
| Spanyolország (PROMUSICAE Top 100 Álbumes) | 70                 |
| Svájc (Schweizer Hitparade Top 100 Albums) | 22                 |
| Egyesült Királyság (UK Albums Chart)       | 57                 |

| Slágerlista (2005)               | Helyezés |
| -------------------------------- | -------- |
| Németország (Offizielle Top 100) | 125      |

## Kiadási előzmények
| Régió              | Dátum                | Label                      | Formátum                   | Katalógus               |
| ------------------ | -------------------- | -------------------------- | -------------------------- | ----------------------- |
| Egyesült Királyság | 2004. szeptember 27. | ZZT                        | CD                         | ZTT192CD                |
| Japán              | 2004. szeptember 28. | ZZT                        | CD                         | XECZ-1040               |
| Európa             | 2005. február 28.    | Edel                       | Enhanced CD                | 0159952ERE              |
| Németország        | 2005. június 20.     | Edel                       | CD (Basic Edition)         | 0163832ERE              |
| Németország        | 2006. március 24.    | Edel                       | Enhanced CD (Gold Edition) | 0171022ERE              |
| Egyesült Királyság | 2015. április 6.     | Salvo (Union Square Music) | CD (Expanded Reissue)      | SALVOCD070 698458817020 |
| Németország        | 2015. április 10.    | Salvo (Union Square Music) | CD (Expanded Reissue)      | SALVOCD070 698458817020 |

## Minősítések
| Ország             | Minősítés | Eladások |
| ------------------ | --------- | -------- |
| Németország (BVMI) | arany     | 100.000  |